# Vara de alcalde

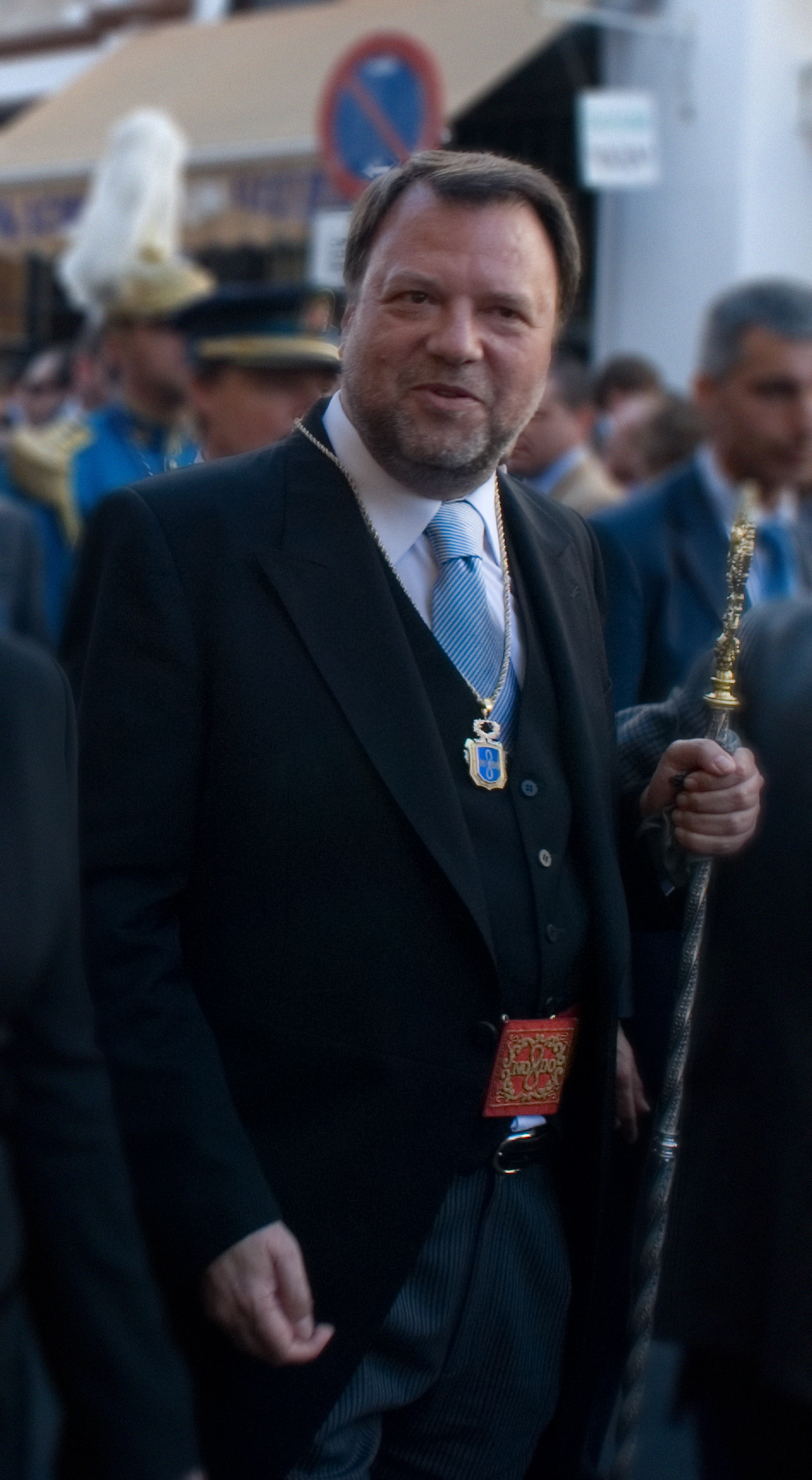
Sánchez Monteseirín, alcalde de Sevilla, con la vara

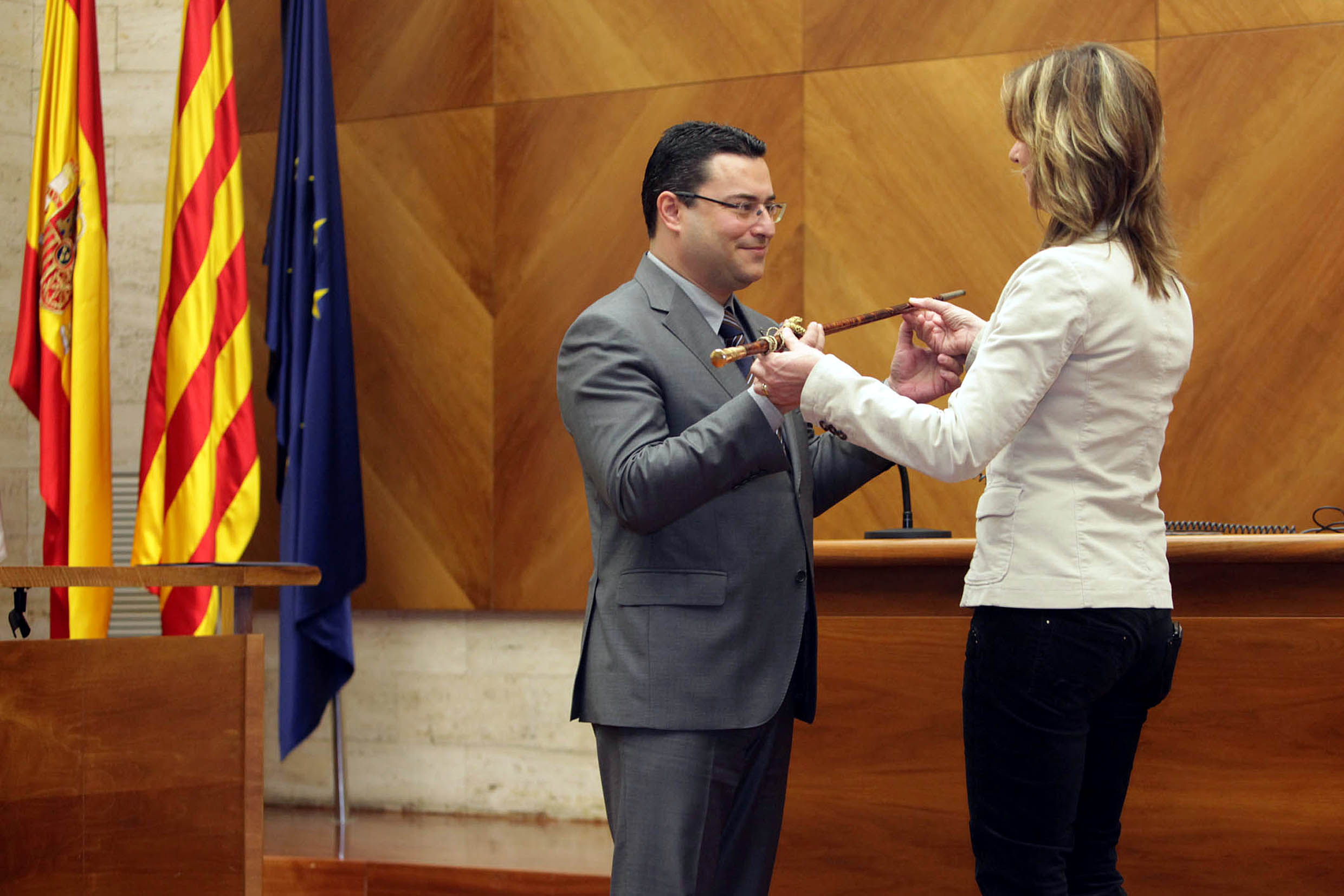
Entrega de la vara en la investidura del alcalde de Sabadell

La vara de alcalde es una especie de pequeño  báculo o bastón, corto y frágil, normalmente ornamentado con una empuñadura metálica, en plata o bronce, a veces acordonada, que los alcaldes sujetan en sus manos, y exhiben, durante los actos públicos solemnes, en los cuales es preciso, o corresponde, resaltar la presencia y el poder del cargo.

## Razón histórica de la vara del alcalde
La vara del alcalde es hoy un mero adorno, un símbolo representativo del poder de este cargo municipal, pero su origen fue otro muy distinto, y no simplemente simbólico del poder edilicio, sino eminentemente práctico y útil para el ejercicio de las funciones del alcalde en su etapa primitiva. Téngase en cuenta que en los inicios históricos del cargo, durante la alta Edad Media en la España musulmana, el alcalde, entonces denominado Al kadí (palabra proveniente del árabe قاضي, al qādī, que significa el juez) era, como indica su nombre, el juez, el funcionario público que dirimía las controversias surgidas entre los ciudadanos, y como juez del lugar resolvía los desencuentros de los lugareños residentes en el territorio a su cargo. Estos litigios, dado que en aquella época -de economía eminentemente agraria completamente ligada al suelo-, versaban casi todos sobre cuestiones derivadas de las lindes de los campos y cultivos, o sobre el tamaño y longitud de las servidumbres de paso, o sobre la invasión de siembras por semovientes, o sobre las construcciones del vecino (que ha excedido en sus dimensiones), etcétera, era entonces necesario tener que sujetar las decisiones a las resultas de mediciones indiscutibles y precisas, entonces en varas, cuartas, codos, palmos, pies, leguas, fanegas, etc, puesto que el sistema métrico decimal no se había acordado ni adoptado aún en aquella época. 
Así, por tanto, el alcalde podía dirimir las controversias, de manera incontestable, haciendo mediciones oficiales, en varas, haciendo uso, para ello, de su vara oficial, cuya dimensión era respetada porque venía de una sentada tradición y no se discutía, siendo aceptada como medida homologada y referencia incuestionable de las mediciones en varas lineales (una vara lineal era/es equivalente a 0,65 metros), y en varas cuadradas (una vara cuadrada era/es equivalente a 0,4225 metros cuadrados), siendo la fanega (10 000 varas cuadradas) la unidad de medida agraria a gran escala (la cual es equivalente a 4.225 metros cuadrados).
Y todas las mediciones, hechas para dirimir desacuerdos, se hacían por, y con, la vara del Al Kadí, que constituía la unidad métrica legal e incuestionable, desde el valor de la probidad del cargo.